# Dasineura herminii
Dasineura herminii är en tvåvingeart som först beskrevs av Tavares 1902.  Dasineura herminii ingår i släktet Dasineura och familjen gallmyggor. Inga underarter finns listade i Catalogue of Life.